# Österreichische Galerie Belvedere
La galerie autrichienne Belvedere (en allemand : Österreichische Galerie Belvedere), appelée simplement Belvedere depuis 2007, est un important musée d'art situé dans le palais du Belvédère à Vienne, en Autriche.
Les palais du Belvédère ont été construits au début du XVIIIe siècle par le célèbre architecte baroque Johann Lukas von Hildebrandt, pour être la résidence d’été du prince Eugène de Savoie (1663-1736). Comprenant le Belvédère supérieur, le Belvédère inférieur, le Belvedere 21 (de) et le musée Gustinus Ambrosi ainsi que son orangerie et son écurie d’apparat et de vastes jardins, ce complexe palatial compte parmi les plus beaux ensembles baroques d’Europe ; il est classé au patrimoine mondial de l'UNESCO.
Aujourd’hui, le Belvédère abrite la principale collection d’art autrichien allant du Moyen Âge à nos jours, à quoi viennent s’ajouter des œuvres d’artistes internationaux. Au Belvédère supérieur, les visiteurs peuvent admirer des chefs-d’œuvre qui témoignent de plus de 500 ans d’histoire de l’art, ainsi que de somptueuses salles d’apparat. Outre le Belvédère supérieur et inférieur, cette institution culturelle regroupe le palais d’hiver du prince Eugène, la 21er Haus et le musée Gustinus Ambrosi.
Constituée au fil du temps, la collection d’art du Belvédère offre un panorama quasi exhaustif de l’évolution artistique de l’Autriche, reflétant ainsi l’histoire du pays. Fleuron de la collection exposée au Belvédère supérieur, sous le titre « L’art vers 1900 », le fonds de tableaux de Gustav Klimt est le plus important au monde. Parmi les pièces les plus prestigieuses, citons les toiles de la période dorée de Klimt, Le Baiser (1907-1908) et Judith (1901), mais aussi des chefs-d’œuvre d’Egon Schiele et Oskar Kokoschka. Des tableaux majeurs de l’impressionnisme français et la principale collection de peinture du Biedermeier à Vienne constituent également des temps forts du musée.

## L’histoire du musée

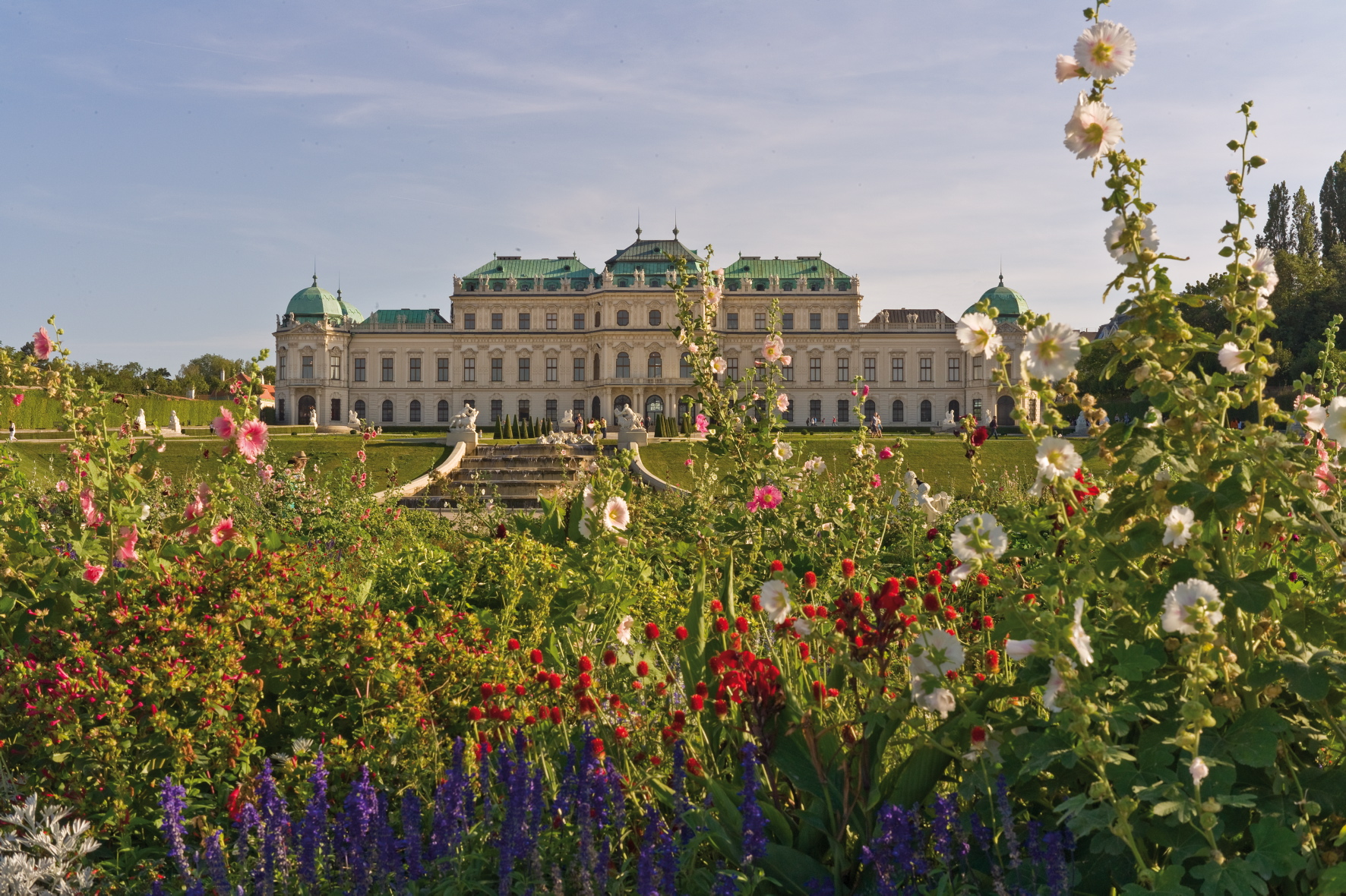
Vue nord du belvédère supérieur.

Du vivant du grand mécène et collectionneur que fut le prince Eugène, les deux palais de sa résidence d’été du Belvédère abritaient déjà de nombreuses œuvres d’art. À la mort du prince, plusieurs pans de ses collections ainsi que ses palais passèrent aux mains de la maison impériale, qui y fit exposer dès 1781 certaines des collections habsbourgeoises. En 1903, la Galerie moderne fut inaugurée au Belvédère inférieur. Après la chute de la monarchie, le Belvédère supérieur et l’orangerie devinrent à leur tour des musées. La Galerie autrichienne, selon l’appellation en vigueur à partir de 1921, aménagea un musée baroque au Belvédère inférieur en 1923, une galerie du XIXe siècle au Belvédère supérieur en 1924 et une galerie moderne à l’orangerie en 1929. Ce n’est qu’en 1953 que la collection médiévale du Belvédère investit l’orangerie du Belvédère inférieur.
En 1955, après une longue période de reconstruction et de rénovation, le Belvédère supérieur put à nouveau être rendu accessible au public, accueillant dès lors les œuvres de Gustav Klimt, Egon Schiele, Oskar Kokoschka et d’autres représentants majeurs de l’art autrichien.
Après la Seconde Guerre mondiale, l’activité du musée fut caractérisée par de nombreuses acquisitions, extensions et restructurations. La Galerie autrichienne du Belvédère fait aujourd’hui partie des musées nationaux d’Autriche et jouit depuis 2000 du statut officiel d'organisme de recherche scientifique.
En 2007, la direction du musée a été confiée à Agnes Husslein-Arco, auparavant à la tête du Rupertinum et du musée d’art moderne du Mönchberg, à Salzbourg. Depuis, elle s’efforce de positionner le Belvédère comme musée d’art autrichien sur l'échiquier international, sans avoir recours à la dénomination officielle de Galerie autrichienne.
Après de vastes travaux de transformations et d'aménagements, c’est au Belvédère supérieur que sont exposés depuis le printemps 2008 les plus beaux chefs-d’œuvre des collections médiévales et baroques (autrefois au Belvédère inférieur). Ainsi, il est maintenant possible de découvrir sous un même toit toutes les périodes de la collection, du Moyen Âge au milieu du XXe siècle. Au Belvédère inférieur et à l’orangerie, les salles remaniées accueillent désormais les manifestations temporaires. En outre, l’ancienne écurie d’apparat a été transformée en réserve visitable dédiée au fonds médiéval. Quant à l’exposition permanente, elle a été entièrement repensée en 2011.
Les chiffres des visiteurs du Belvédère n’ont cessé d’augmenter sous la direction d’Agnes Husslein-Arco, dépassant le million pour la première fois en 2012 (1 088 000 visiteurs).

## Œuvres
- Klimt : 
  - Champ de coquelicots
  - Le Baiser
  - Jardin aux tournesols
  - Judith
  - Le Tournesol
- Makart : Les Cinq Sens
- Schiele : 
  - La Mort et la Fille
  - Portrait de l'éditeur Eduard Kosmack
- Van Gogh : La plaine d'Auvers
- Friedrich : Paysage rocheux dans la Elbsandsteingebirge
- David : Bonaparte franchissant le Grand Saint Bernard
- Emilie Mediz-Pelikan : Blühende Kastanien [1]
- Gerstl : 
  - Autoportrait, riant
  - Mère et enfant (Mathilde Schönberg et sa fille Gertrud)
- Segantini : Les Mauvaises Mères

## Galerie

Sélection
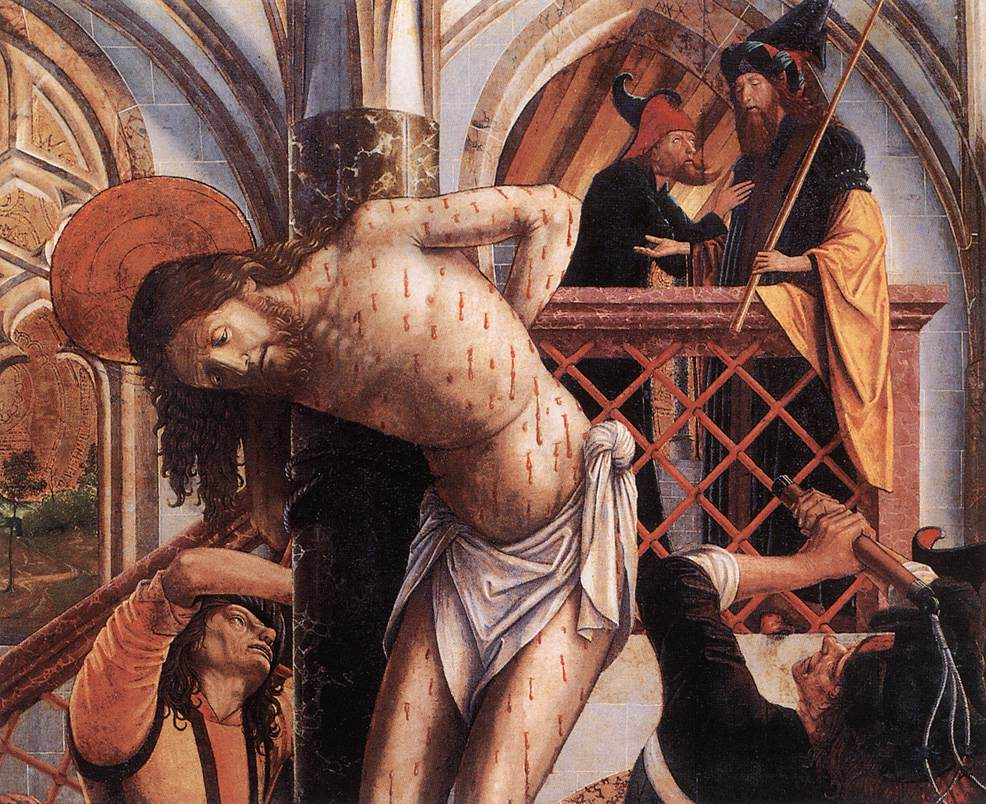
Michael Pacher, Flagellation du Christ (1497-1498).
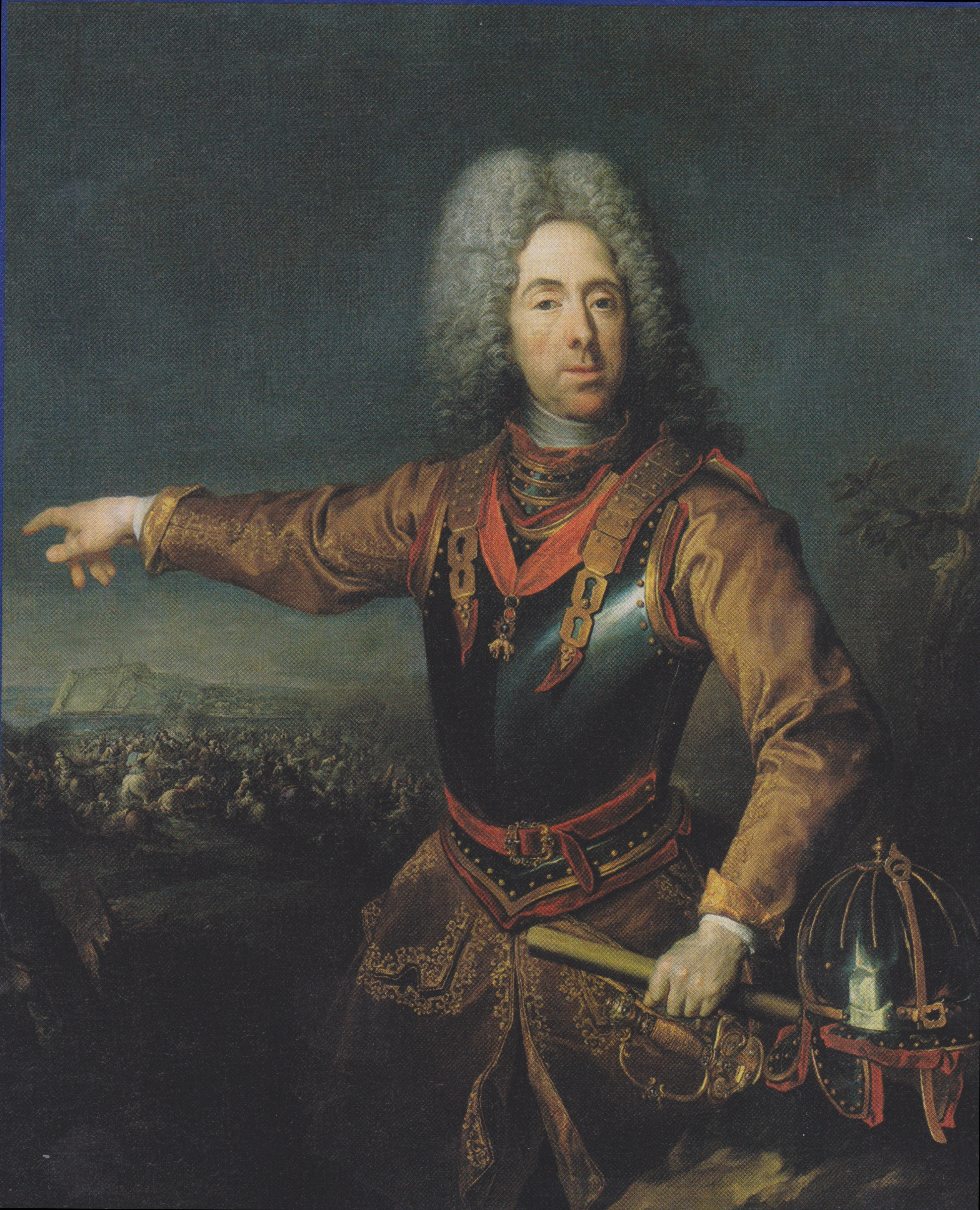
Jacob van Schuppen, Prince Eugene of Savoy after the Battle of Belgrade on 16 August 1717 (1718).
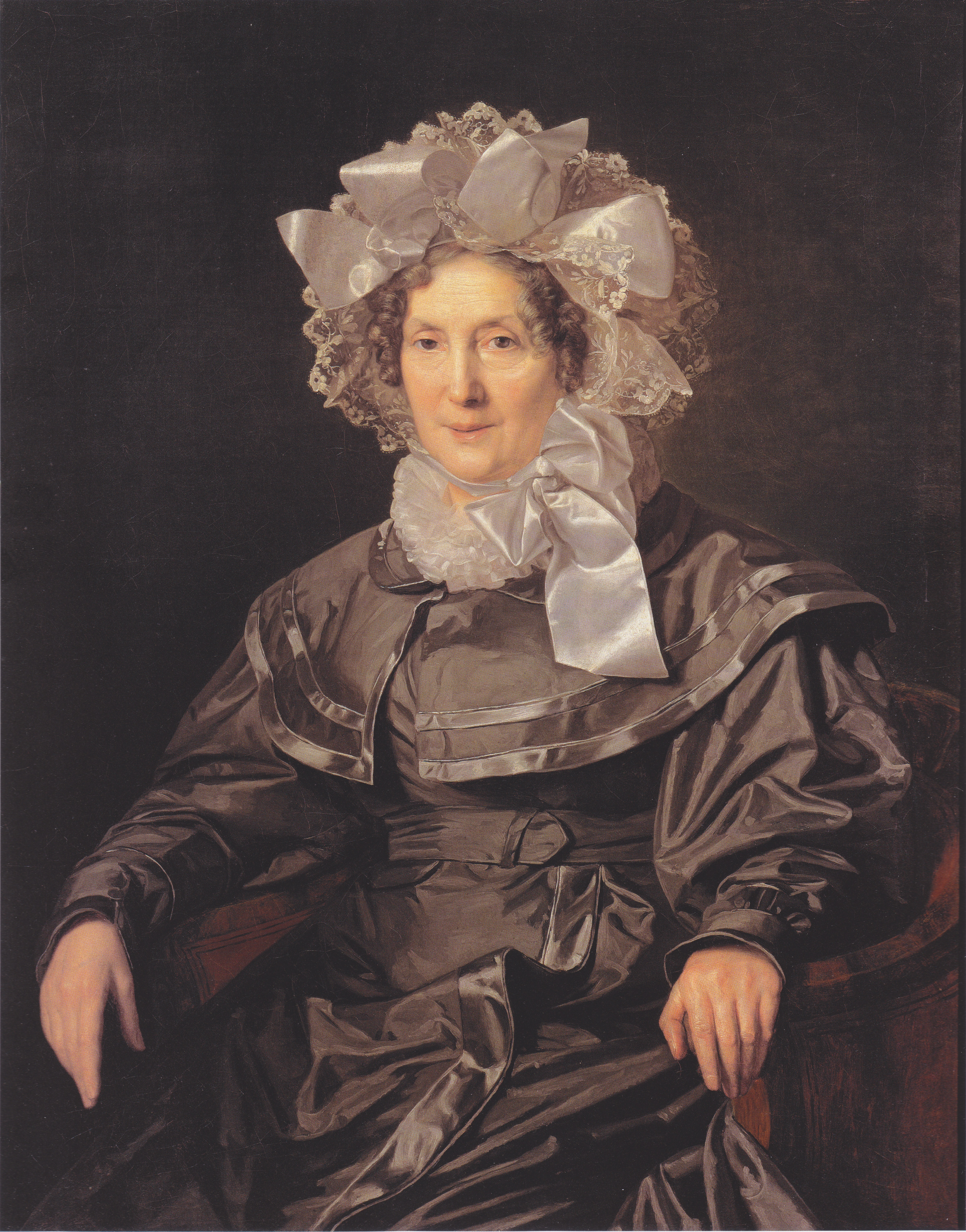
Ferdinand Georg Waldmüller, Elisabeth Waldmüller, the Artist's Mother (1930).
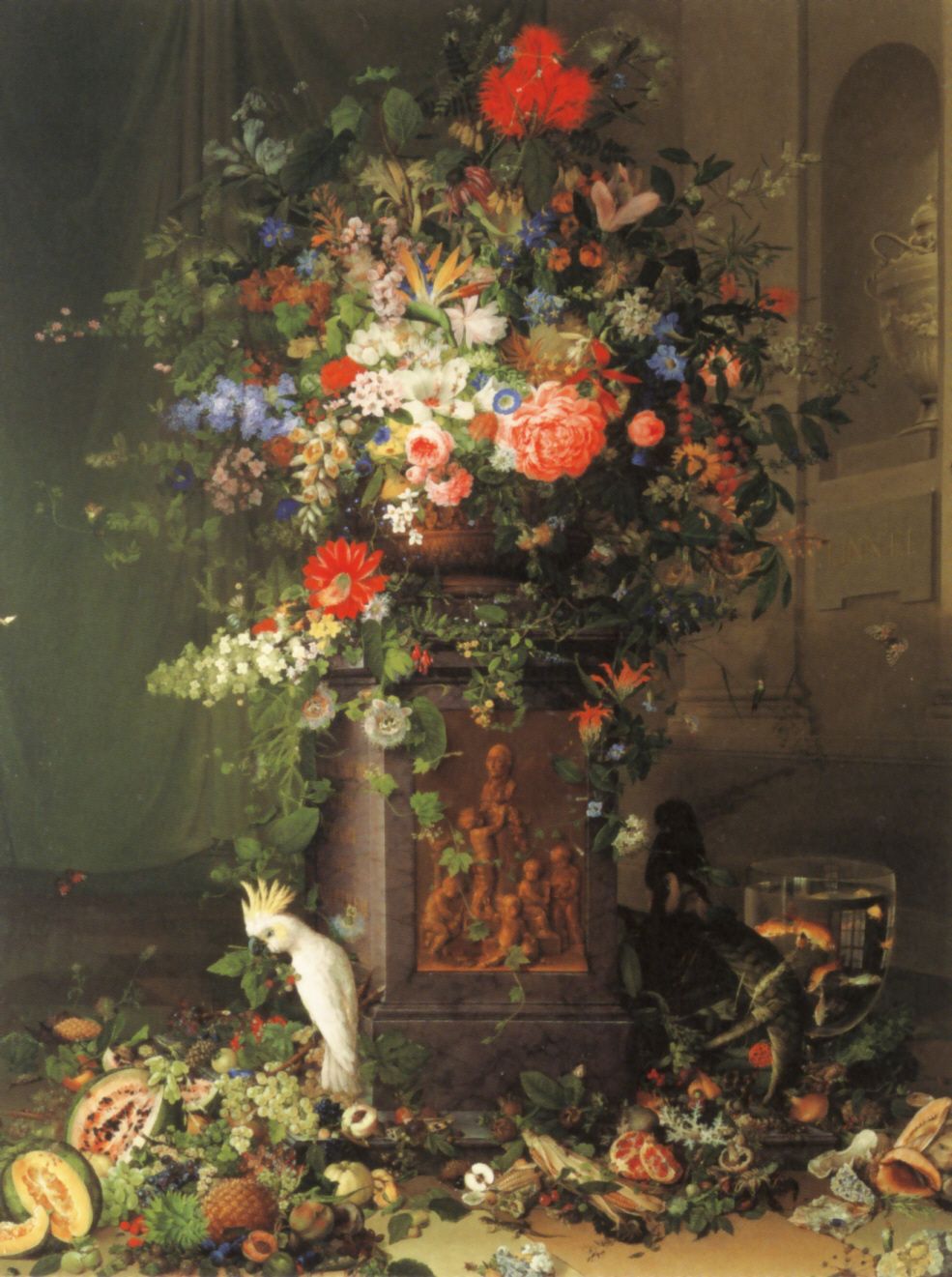
Johann Knapp (de), Homage to Jacquin (Jacquin's Monument) (1821–1822).
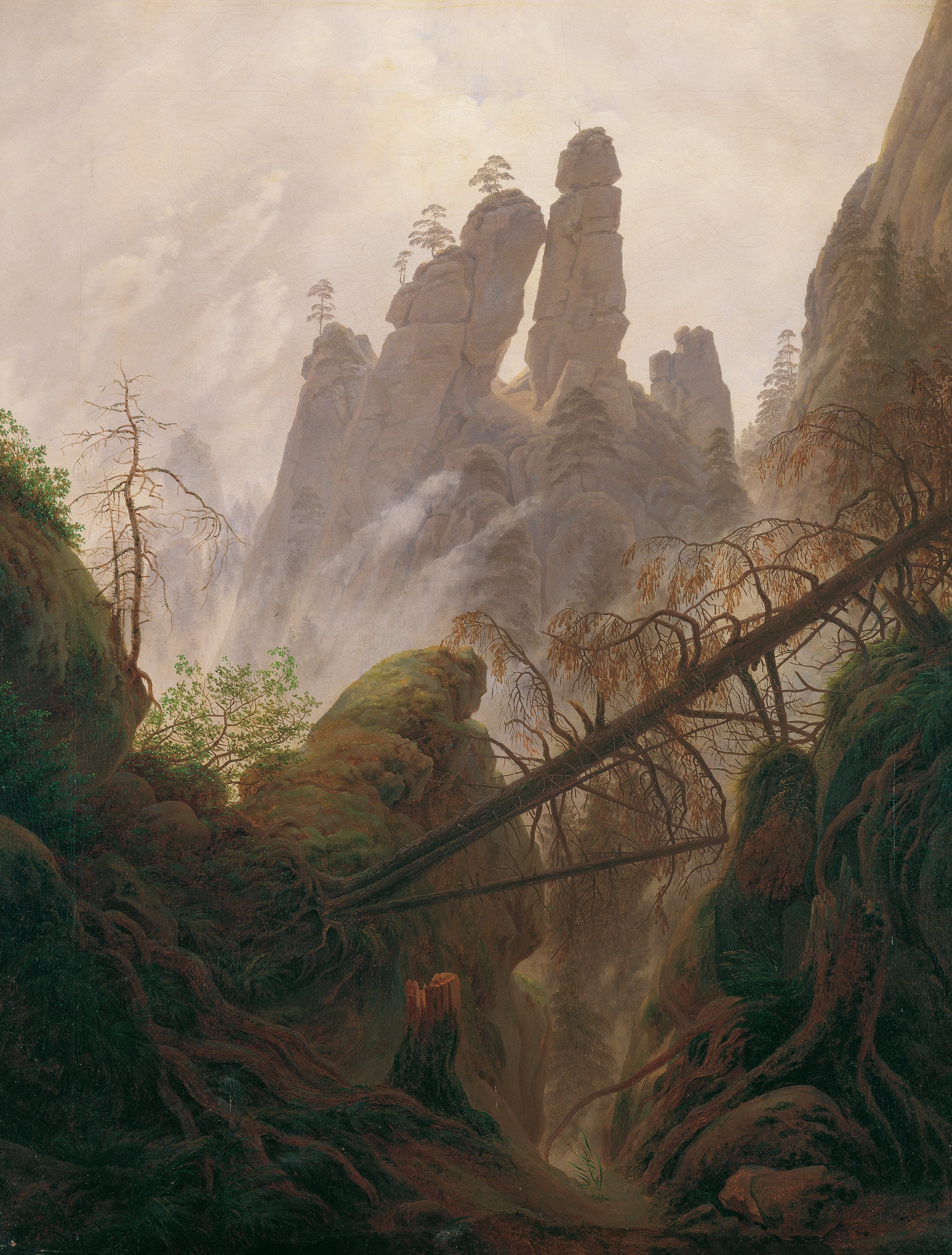
Caspar David Friedrich, Paysage rocheux dans la Elbsandsteingebirge (1822-1823).
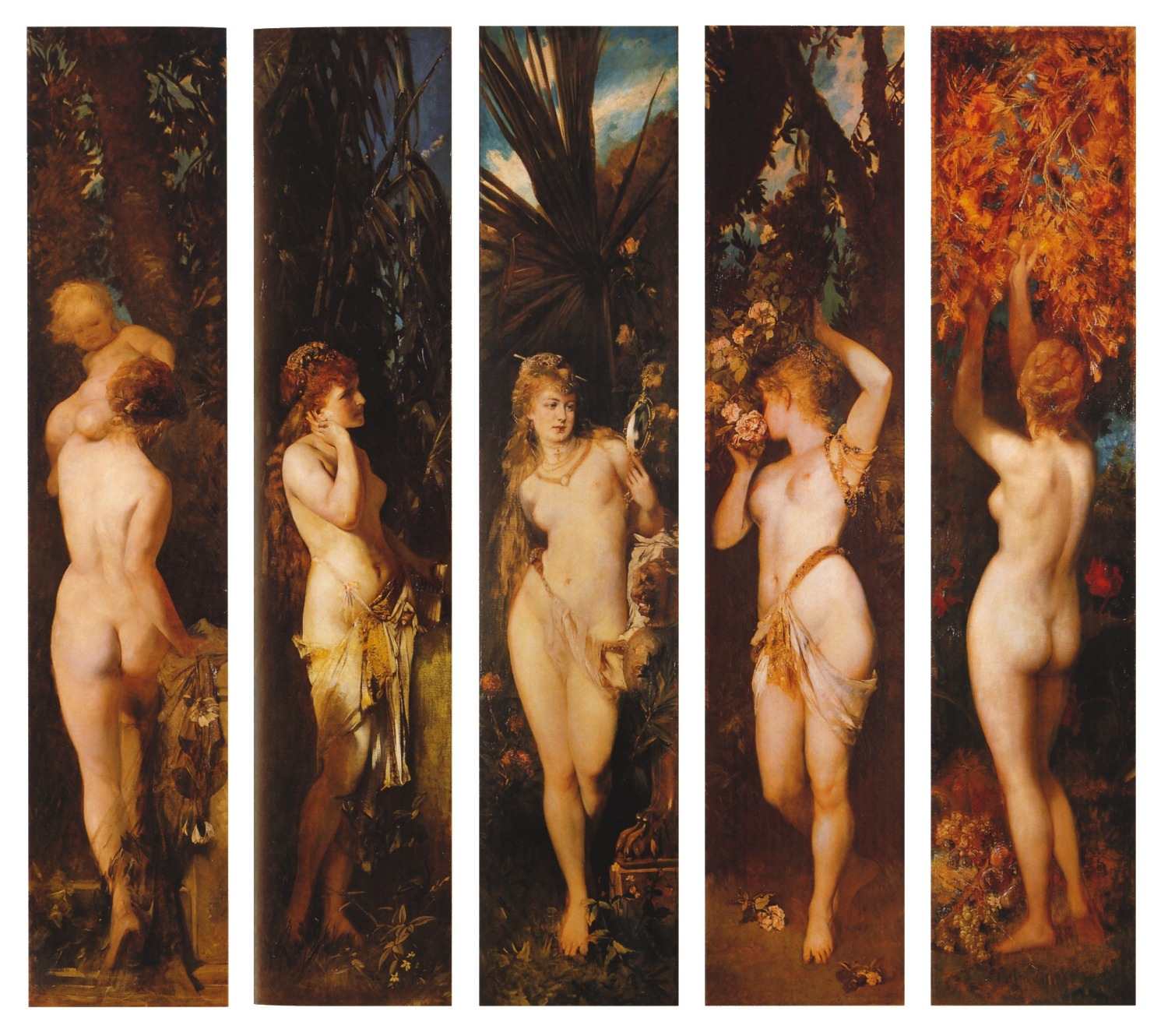
Hans Makart, Les Cinq Sens (1872-1879).
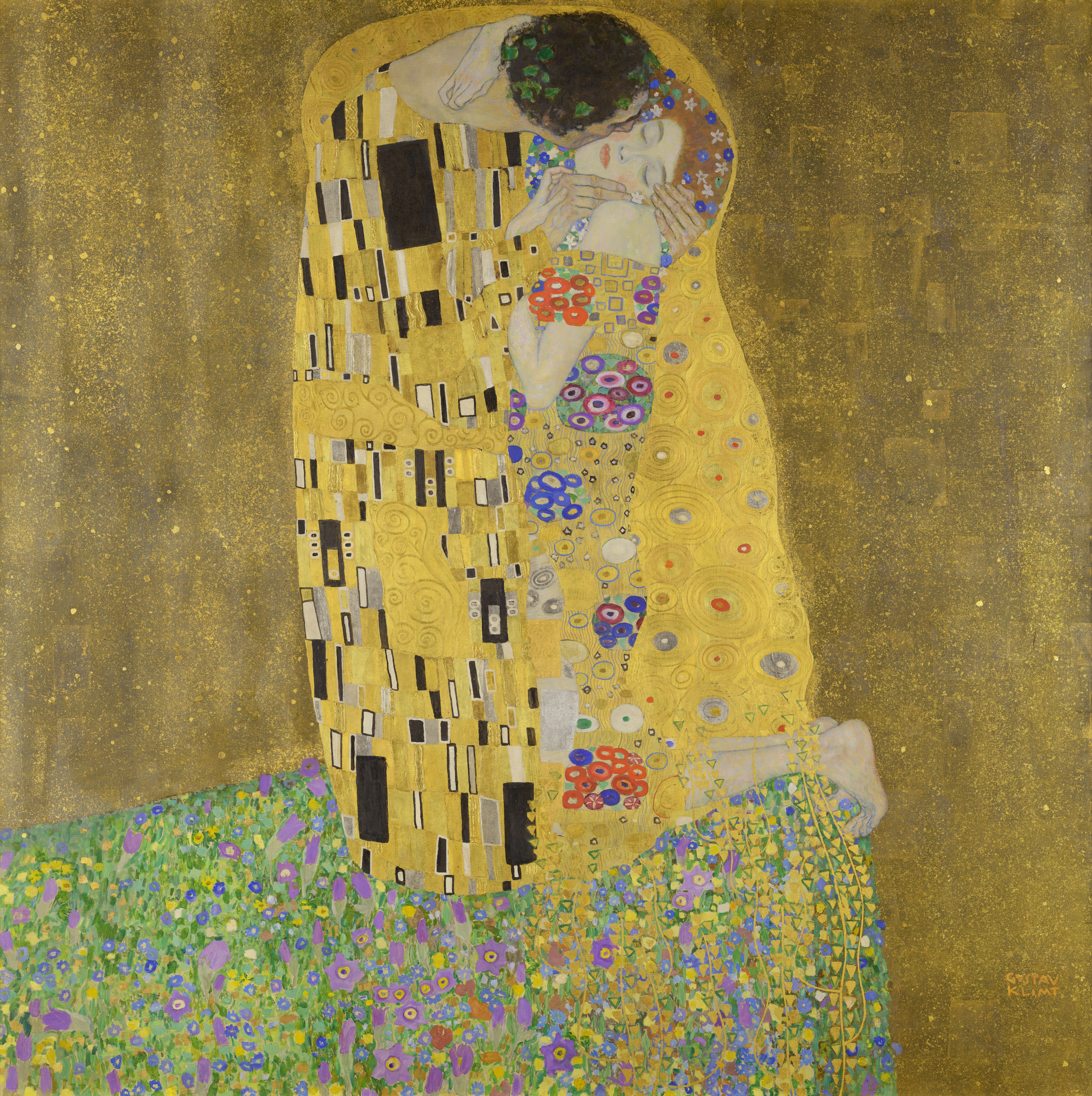
Gustav Klimt, Le Baiser (1908-1909).
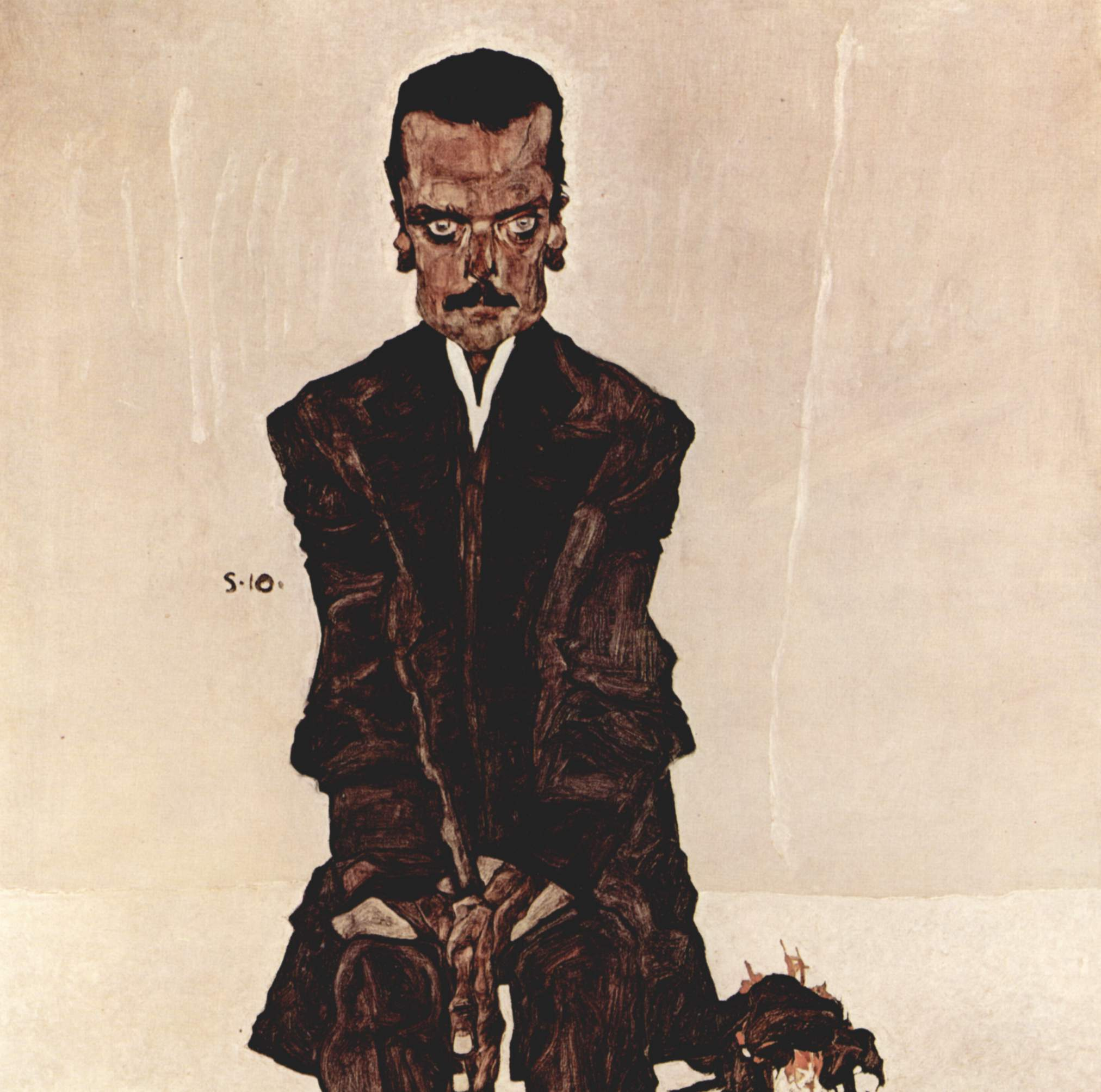
Egon Schiele, Portrait de l'éditeur Eduard Kosmack (1910).